# Bad Vöslau
Bad Vöslau (Betonung: Vösláu) ist eine Stadt mit 12.478 Einwohnern (Stand 1. Jänner 2025) im Bezirk und Gerichtsbezirk Baden im Industrieviertel in Niederösterreich.

## Geografie
Bad Vöslau liegt am Abhang des Wienerwaldes zum Wiener Becken, rund 35 km südlich von Wien, knapp 5 km südlich von Baden bei Wien. Durch die Bruchlinie an der Thermenlinie gibt es hier einige Thermalquellen.

### Gemeindegliederung
Das Gemeindegebiet umfasst drei Ortschaften und Katastralgemeinden (Bevölkerung am 1. Jänner 2025; Fläche Stand 31. Dezember 2023):
| OS / KG                   | Einw. | Fläche      | Gründungsjahr |
| ------------------------- | ----- | ----------- | ------------- |
| OS: Bad Vöslau KG: Vöslau | 8191  | 822,34 ha   | 1134          |
| Gainfarn                  | 3794  | 2.342,92 ha | 1547          |
| Großau                    | 493   | 709,62 ha   | 1658          |

Die beiden Orte Gainfarn und Bad Vöslau sind praktisch zusammengewachsen, wohingegen der kleinste Ort, Großau, in Richtung Berndorf liegt. Die Stadt selbst liegt direkt an der Thermenlinie, während Gainfarn schon etwas erhöht auf einer Bergstufe Richtung Wienerwald situiert ist.

### Nachbargemeinden
| Alland                                    | Sooß                                        | Baden bei Wien |
| Pottenstein, Weissenbach an der Triesting | Kompassrose, die auf Nachbargemeinden zeigt |                |
| Berndorf                                  | Leobersdorf                                 | Kottingbrunn   |

## Geschichte
Seit der späten Jungsteinzeit finden sich Besiedelungsspuren in Bad Vöslau; die Thermalquellen fanden bereits im Römischen Reich Verwendung.
Erstmals erwähnt wurde Vöslau 1136 im sogenannten Salbuch des Augustinerklosters in Klosterneuburg, welches einen Adoldus de Veselove erwähnt. Der Name ist slawischen Ursprungs (vgl. tschechisch vesele, „fröhlich“). Vöslau bestand zu dieser Zeit lediglich aus einer Burg mit Wassergraben, die erst im 18. Jahrhundert erweitert und ausgebaut wurde. Die Wasserburg wurde zwar von Matthias Corvinus im Jahr 1483 zerstört und geplündert, hatte aber nach dem Wiederaufbau große Bedeutung während der Reformation.
In der Zeit der Gegenreformation wurde es mit der Pfarrei Gainfarn zusammengelegt.
Als 1773 Vöslau in den Besitz der Familie Fries kam, zur damaligen Zeit eine der einflussreichsten Familien am Wiener Hof, nahm es einen großen Aufschwung, in dessen Folge Schloss Voeslau (wahrscheinlich) von dem Hofarchitekten Johann Ferdinand Hetzendorf von Hohenberg (siehe: Gloriette sowie Palais Pallavicini) errichtet wurde.
Nach dem Konkurs der Familie Fries erwarb nur für ein Jahr Georg Simon von Sina die Herrschaft. Von ihm erwarb sie 1827 Freiherr Johann von Geymüller, der auch die bekannte, heute aber nicht mehr in Betrieb stehende Vöslauer Kammgarnspinnerei aufbaute. Im 19. Jahrhundert lebte die Stadt im Wesentlichen von der Textilindustrie und ab der Hälfte des Jahrhunderts ebenso vom Fremdenverkehr. Daneben ist der Weinanbau bis heute von Bedeutung.
Die erste Badeanlage wurde ab 1822 betrieben, was gleichzeitig den Beginn des „Kurortes“ bedeutet, und 1837 ausgebaut. 1904 wurde Vöslau zum Curort ernannt. Das heute bestehende Thermalbad wurde am 20. Juni 1926 im Beisein des Bundespräsidenten Michael Hainisch feierlich eröffnet.
Gemäß Landtagsbeschluss vom 27. März 1928 wurde der Ortsname auf Bad Vöslau abgeändert. 1954 wurde die Ortsgemeinde Bad Vöslau zur Stadt erhoben. Das ehemalige Schloss wird seit einem Umbau 1974 als Rathaus verwendet.

### Religionen
Bei der Volkszählung 2001 bekannten sich 60,1 % der Bevölkerung zur römisch-katholischen Konfession, 9,9 % zur evangelischen. Drittgrößte Glaubensgemeinschaft (8,0 %) war der Islam, gefolgt von orthodoxen Kirchen (3,9 %). Andere Glaubensgemeinschaften blieben jeweils unter 1 %. Ohne religiöses Bekenntnis waren 15,3 % der Bevölkerung.

### Bevölkerungsentwicklung
| Bad Vöslau: Einwohnerzahlen von 1869 bis 2025       | Bad Vöslau: Einwohnerzahlen von 1869 bis 2025 | Bad Vöslau: Einwohnerzahlen von 1869 bis 2025 | Bad Vöslau: Einwohnerzahlen von 1869 bis 2025 | Bad Vöslau: Einwohnerzahlen von 1869 bis 2025 |
| --------------------------------------------------- | --------------------------------------------- | --------------------------------------------- | --------------------------------------------- | --------------------------------------------- |
| Jahr                                                |                                               |                                               |                                               | Einwohner                                     |
| 1869                                                | 1869                                          |                                               | 4.176                                         | 4.176                                         |
| 1880                                                | 1880                                          |                                               | 5.453                                         | 5.453                                         |
| 1890                                                | 1890                                          |                                               | 6.330                                         | 6.330                                         |
| 1900                                                | 1900                                          |                                               | 6.987                                         | 6.987                                         |
| 1910                                                | 1910                                          |                                               | 7.799                                         | 7.799                                         |
| 1923                                                | 1923                                          |                                               | 8.312                                         | 8.312                                         |
| 1934                                                | 1934                                          |                                               | 8.602                                         | 8.602                                         |
| 1939                                                | 1939                                          |                                               | 9.848                                         | 9.848                                         |
| 1951                                                | 1951                                          |                                               | 9.166                                         | 9.166                                         |
| 1961                                                | 1961                                          |                                               | 9.223                                         | 9.223                                         |
| 1971                                                | 1971                                          |                                               | 10.204                                        | 10.204                                        |
| 1981                                                | 1981                                          |                                               | 10.524                                        | 10.524                                        |
| 1991                                                | 1991                                          |                                               | 11.064                                        | 11.064                                        |
| 2001                                                | 2001                                          |                                               | 11.010                                        | 11.010                                        |
| 2011                                                | 2011                                          |                                               | 11.332                                        | 11.332                                        |
| 2021                                                | 2021                                          |                                               | 12.369                                        | 12.369                                        |
| 2025                                                | 2025                                          |                                               | 12.478                                        | 12.478                                        |
| Quelle(n): Statistik Austria, Gebietsstand 1.1.2021 |                                               |                                               |                                               |                                               |

## Kultur und Sehenswürdigkeiten

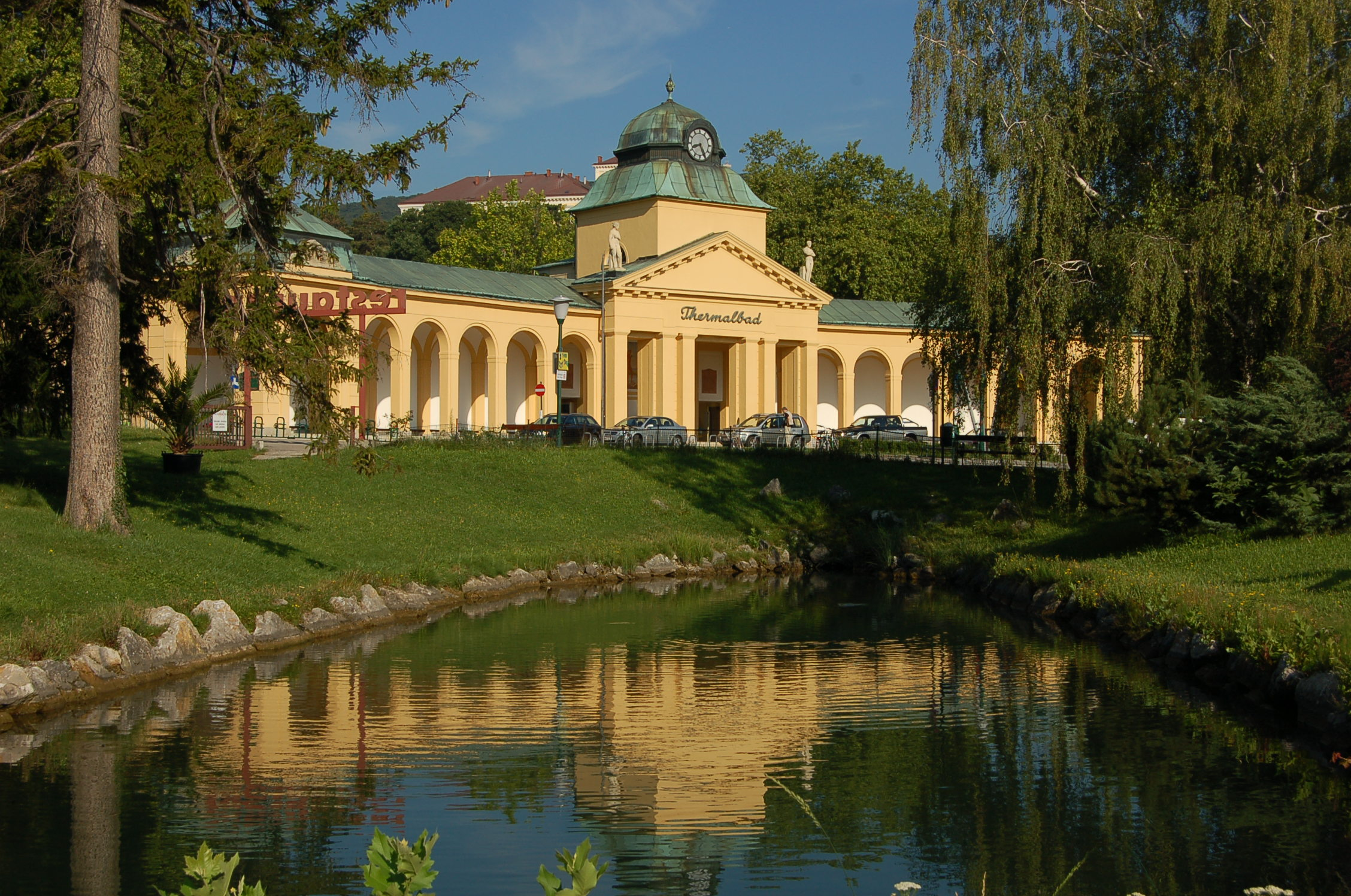
Thermalbad Bad Vöslau

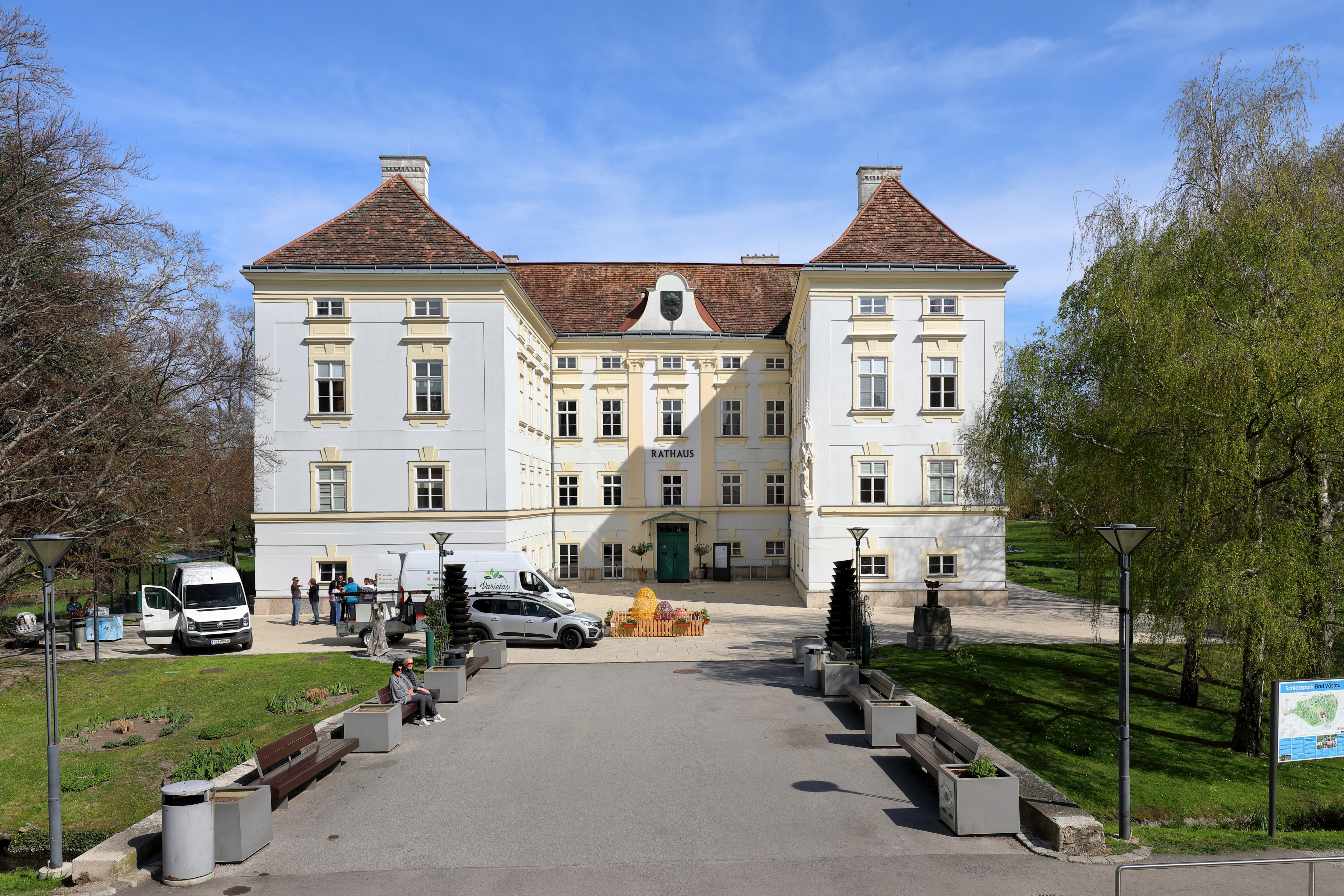
Schloss Vöslau – heute Rathaus

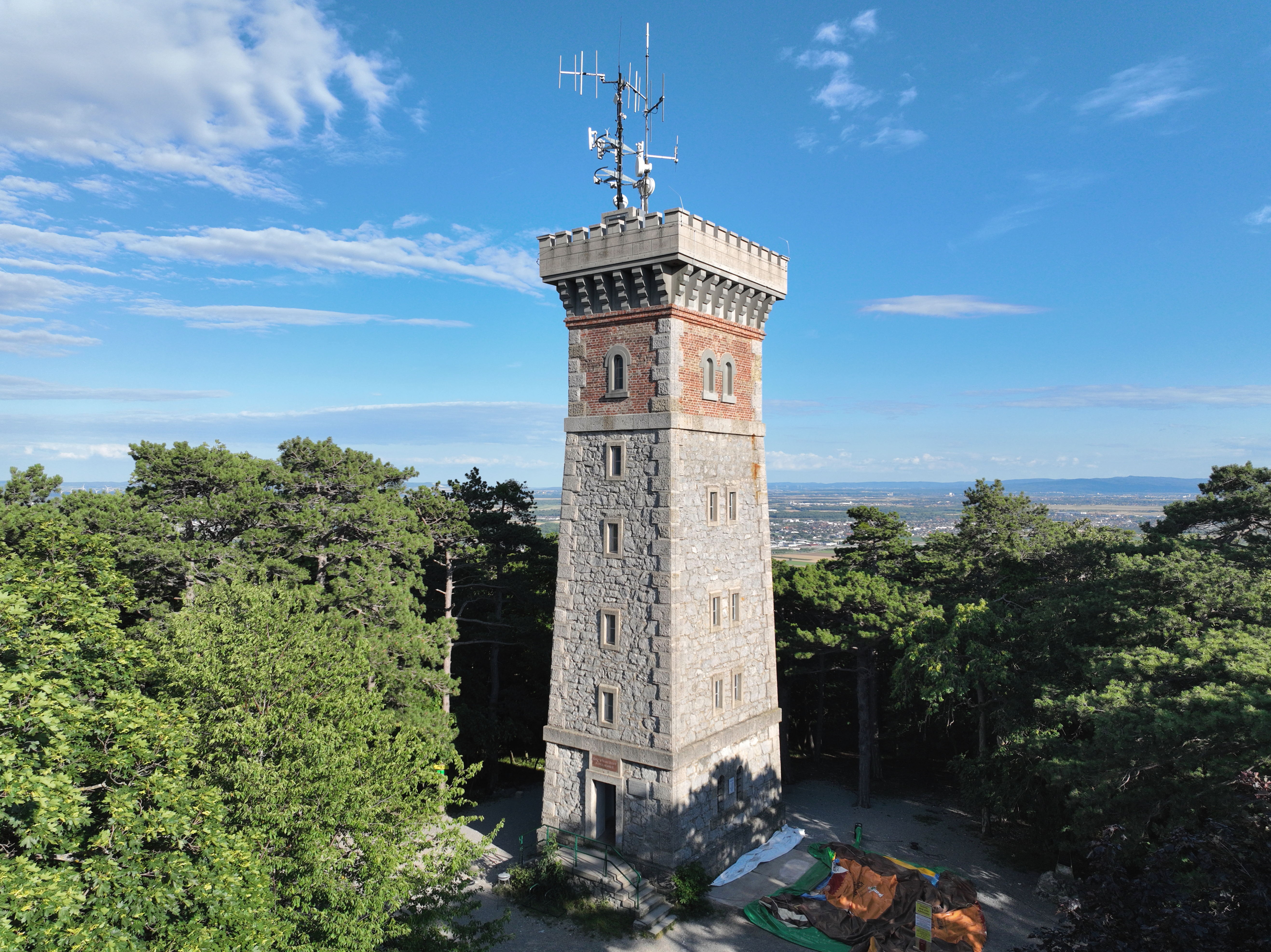
Jubiläumswarte auf dem Harzberg, Nordwestansicht

- Katholische Pfarrkirche Bad Vöslau: Die Pfarrkirche ist dem Hl. Jakobus dem Älteren geweiht. Reichsgraf Moritz II. von Fries und seine Gemahlin Flora, geborene Freifrau von Pereira stifteten die neue Pfarrkirche für Bad Vöslau. Das Gebäude im romanisch-gotischen Stile stammt aus dem Jahr 1870 und wurde 2011 generalsaniert.
- Katholische Pfarrkirche Gainfarn hl. Johannes der Täufer
- Evangelische Christuskirche: Im Jahre 1964 fand die Grundsteinlegung für die neue (evangelische) Christuskirche statt. Inmitten des hellen Raumes bildet eine Metallplastik des segnenden Christus den Blickpunkt. Diese Plastik wurde durch den Vöslauer Bildhauer Mathias Hietz geschaffen. Der Turm der Kirche ist 22 m hoch und mit drei Glocken ausgestattet.

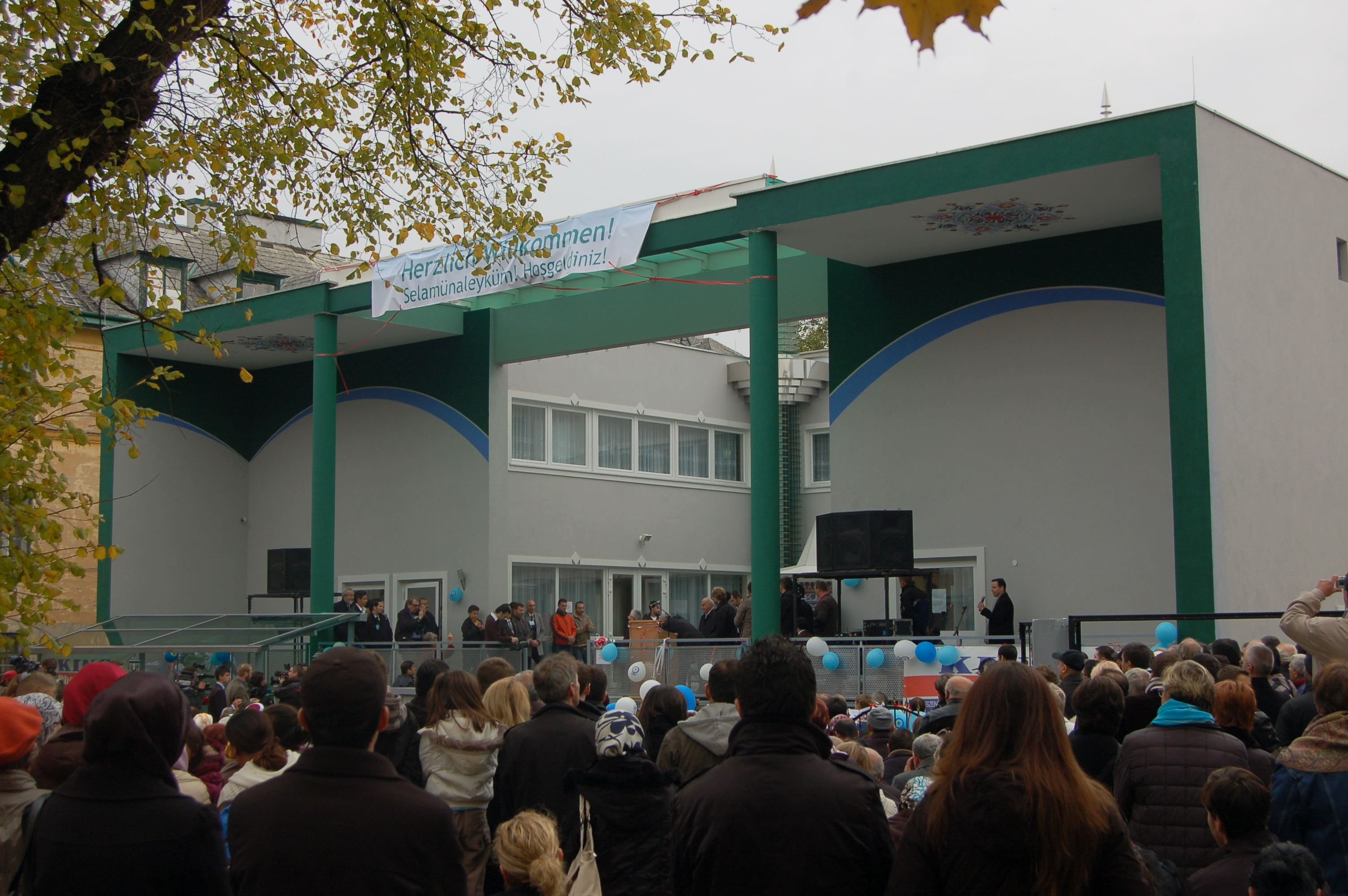
Eröffnung des Kulturzentrums am 24. Oktober 2009

- Islamisches Kulturzentrum: In der Gemeinde gab es 2007 eine breit angelegte Diskussion um die geplante Errichtung eines Islamischen Kulturzentrums. Dieses sollte eines der beiden kleinen islamischen Bethäuser ersetzen. Die eingereichte Planung sah einen orientalisch anmutenden Bau im Stile einer klassischen Moschee vor. Die Betreiber des Projektes, der in Bad Vöslau ansässige Verein ATIB, haben auf Initiative des Bürgermeisters zugestimmt, gemeinsam mit Vertretern aller im Gemeinderat vertretenen Parteien ein beispielgebendes Mediationsverfahren durchzuführen. Das nunmehr errichtete Kulturzentrum entspricht nun einem modernen Gebäude mit offenen Glasfronten und kaum mehr sichtbaren, lediglich angedeuteten Dachaufbauten aus Glas anstatt der klassischen Minarette. Die Integration der örtlichen türkischstämmigen Mitbürger soll ein wesentliches Anliegen der Zukunft sein (Deutschkurse etc.).[6][7]
- Schloss Vöslau mit Schlosspark: Das Schloss wird heute als Rathaus genutzt.
- Thermalbad Bad Vöslau: Thermalbad-Anlage mit Kabanen (kleine Mietkabinen zum Deponieren von Liegen, Sonnenschirmen und persönlichen Utensilien).[8]
- Hotel Stefanie: eröffnet 1896, historisches Gebäude am Platz vor dem Thermalbad
- Jubiläumswarte bzw. Harzbergturm: eigentlich Kaiser Franz Joseph Jubiläumswarte
- Bellevue: Erbaut 1867 durch Bernhard Back, oberhalb des Bades am Abhang des Harzbergs. Als „Hotel Back“ eröffnet, später „Hotel Bellevue“ und nun eine sehenswerte Wohnhausanlage.
- Ruine Merkenstein: erste gesicherte Erwähnung um 1170
- Schloss Merkenstein: 1843 im Stil der englischen Tudorgotik errichtet
- Schneckenreservat Hansybach: Das Schneckenreservat Hansybach im Naturdenkmal Hansybach ist ein kleines Bachreservat, in dem drei Wasserschneckenarten geschützt werden, die seit dem Tertiär überdauert haben und weltweit nur in Bad Vöslau sowie im naheliegenden Thermalbad Bad Fischau vorkommen.
- Stadtmuseum: zeigt interessante Beiträge zum Thermalbad, weiters zeigt es Beiträge über die früher wichtige Harzgewinnung, zur ehemaligen Vöslauer Kammgarnfabrik (1834–1978), sowie zum Thema Weinbau und Sekterzeugung (Schlumberger). Seit der Museums-Saison 2009 wird auch „Linda, die Seekuh“ in einem eigenen Raum des Museums ausgestellt. Vor rund dreizehn Millionen Jahren lag Bad Vöslau an einem Ur-Meer; zahlreiche Funde wie Muscheln, Schnecken sowie auch die Überreste der erwähnten Seekuh werden gezeigt. Im Rahmen eines historischen Spazierganges können für die Geschichte des Ortes wichtige bzw. architektonisch wertvolle Gebäude besichtigt werden.
- Im Zuge des Gartenfestivals 2010 schuf der Künstler Christian Feichtinger eine überlebensgroße Skulptur „Seekuh Linda“ als Brunnenfigur.[9]
- Geologischer Lehrpfad, Waldlehrpfad und zahlreiche markierte Wanderwege
- Austrian Aviation Museum am Flugplatz Bad Vöslau/Kottingbrunn

### Sport
- Der ASK Bad Vöslau wurde 1919 in Bad Vöslau gegründet. Der Verein, der seine Spielstätte auf der Sportanlage Rohrwiese hat, spielt in der 2. Landesliga Ost in Niederösterreich. Seit der Saison 2018/19 stellt der ASK Bad Vöslau zudem eine Frauenmannschaft, die in der niederösterreichischen Gebietsliga Industrieviertel antritt.
- Auch erwähnenswert sind die Jags Vöslau, welcher im Oktober 1945 gegründet wurde. Der erste große Erfolg des Vöslauer Handballclub gelang aber erst im Jahr 1973 mit dem Gewinn der Jugendstaatsmeisterschaft in Innsbruck.
- 1989 wurde die Vöslauer Thermenhalle eröffnet, womit eine neue Trainings- und Spielstätte vorhanden war. Die Jags Vöslau tragen ihre Spiele in der Handball Liga Austria in dieser Halle aus.
- Außerdem gibt es noch viele weitere kleine Sportclubs und -vereine.

### Regelmäßige Veranstaltungen
Folgende über die Gemeindegrenzen hinweg bekannte Veranstaltungen finden wiederkehrend statt:
- Stadtfest Bad Vöslau – im Schlosspark, seit 1985.
- Märchenhafter Advent – vorm und im Rathaus. Seit 2015 findet der bekannte Adventmarkt im Schlosspark statt.
- Trauben- und Most-Kur – vor dem Thermalbad.
- Schwimmender Salon – im Thermalbad, inmitten des „Grünen Beckens“.
- Bad Vöslauer Porsche Tage – im Schlosspark.

## Wirtschaft und Infrastruktur

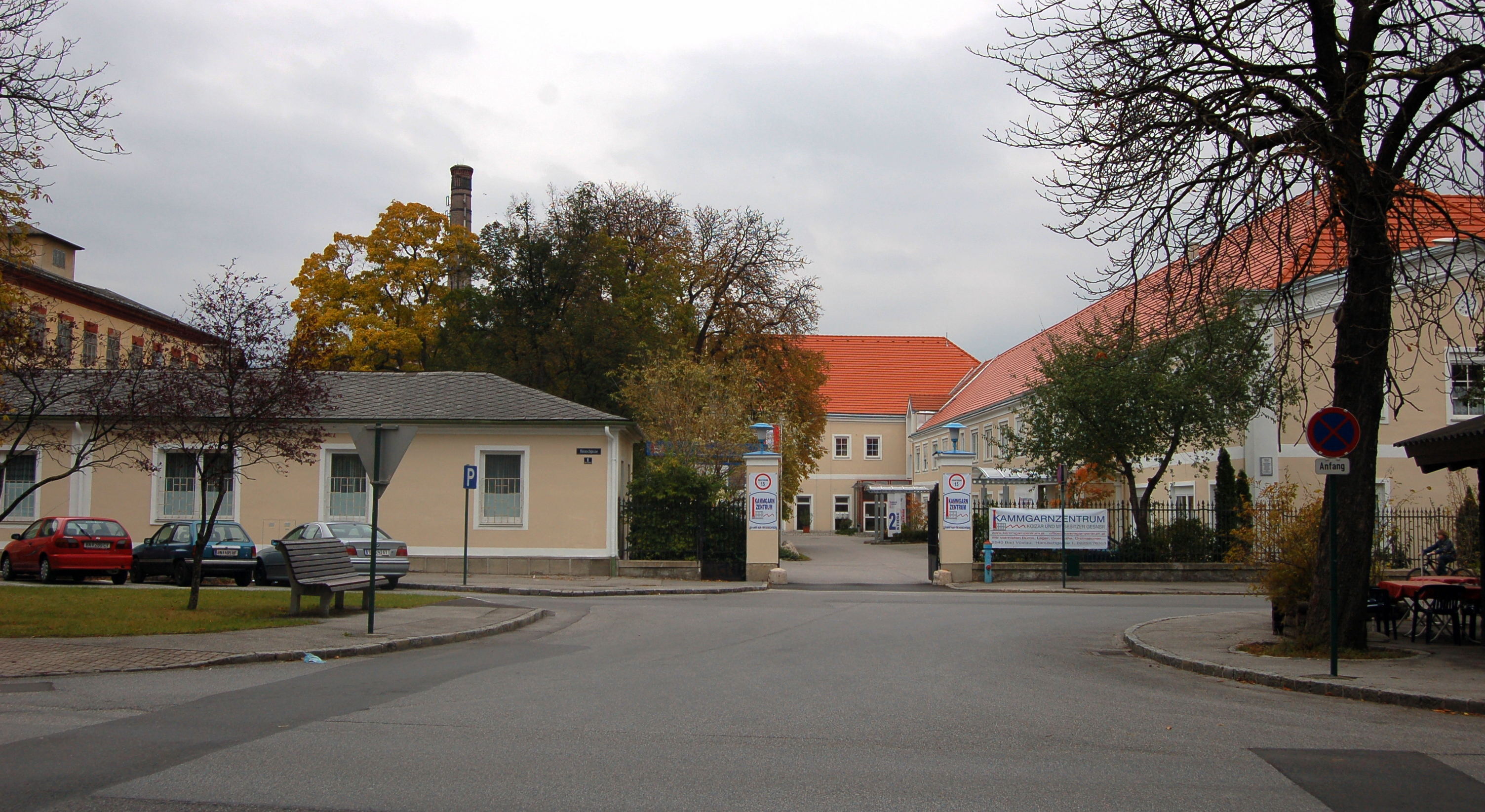
Eingang Kammgarnzentrum

Die Stadt ist eine Tourismusgemeinde. Der Weinbau zählt zur Weinbauregion Thermenregion. Im Stadtgebiet wird aus etwa 660 Metern Tiefe das Vöslauer Mineralwasser gewonnen und für europäische Konsumenten exportiert.
Östlich des Stadtzentrums, nahe dem Bahnhof, befindet sich die ehemalige Kammgarnfabrik, die seit etwa 1983 im Besitz einer Investorengruppe ist. Die neuen Besitzer des Areals haben einen Teil davon laufend revitalisiert und als Büro-, Geschäfts- oder Lagerflächen bzw. als Ordinationen o. ä. vermietet. Weitere Flächen und Gebäude werden künftig ebenso erneuert bzw. adaptiert. Das Fabriksareal ist mittlerweile unter dem Namen Vöslauer Kammgarnzentrum bekannt.
Neben den innerstädtischen Einzelhandelsunternehmen, befindet sich im Nordosten der Gemeinde ein gut frequentiertes Fachmarkt- bzw. Geschäftszentrum, welches teilweise sogar Kunden aus der Region um Berndorf bedient.
Am 11. Februar 2006 wurde das neue Kurzentrum Bad Vöslau eröffnet.
Die Krematorium Bad Vöslau GmbH betreibt in Bad Vöslau seit 2014 eines von derzeit (Stand 2021) 17 aktiven Krematorien in Österreich.

### Verkehr

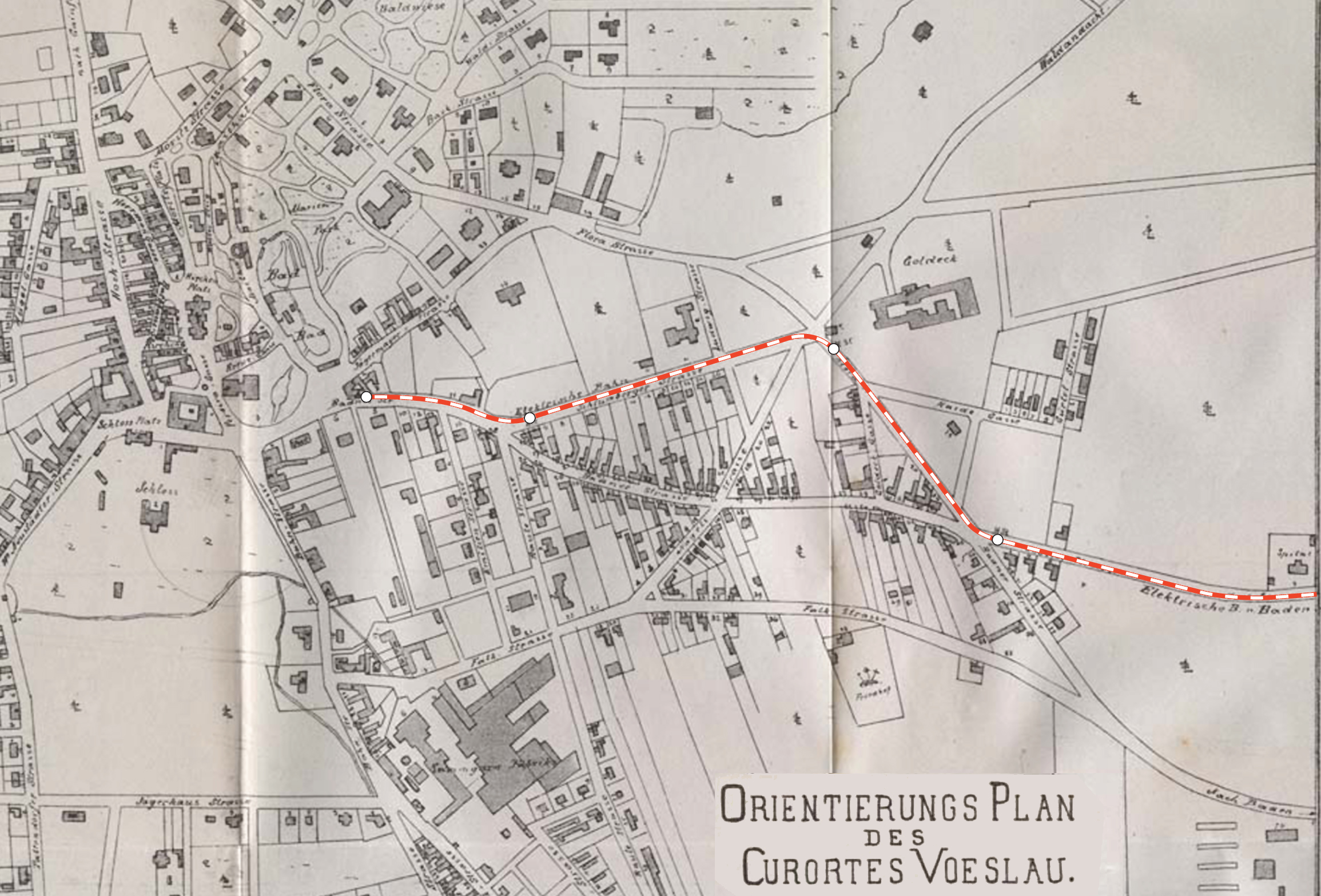
Plan der Straßenbahnführung in Bad Vöslau

- Flugverkehr: Am östlichen Rand der Gemeinde (zum größten Teil aber in Kottingbrunn) befindet sich der Flugplatz Vöslau.
- Straße: An der 2011 eröffneten Autobahnanschlussstelle Bad Vöslau der Südautobahn A 2 entsteht ein weiteres, neues Betriebsgebiet. Die Bad Vöslauer Straße B 212 von Berndorf bis Baden führt durch das Stadtzentrum.
- Bahn: Bad Vöslau verfügt über einen Bahnhof der Südbahn mit drei Bahnsteigen und einer Park&Ride Anlage östlich und westlich der Gleise. Züge der Linien REX1, REX3, ein morgendlicher R sowie  und  bedienen den Bahnhof Bad Vöslau. Mit diesen Zügen erreicht man direkt Payerbach-Reichenau, Wiener Neustadt Hbf, Wien Meidling, Wien Hbf oder sogar das tschechische Břeclav.
- Bus: Neben der öffentlichen Anbindung durch die Eisenbahn, gibt es noch Regionalbuslinien von Dr. Richard und Blaguss, u. a. die stark frequentierte Linie via Traiskirchen Aspangbahnhof nach Neu Guntramsdorf
- Geschichte: Von 1895 bis 1951 verkehrte die Straßenbahn Baden–Sooß–Vöslau und hatte ihre Endstation direkt beim Hotel Stefanie.

Die Stadt liegt im Gebiet des Verkehrsverbund Ost-Region (VOR).

### Bildung

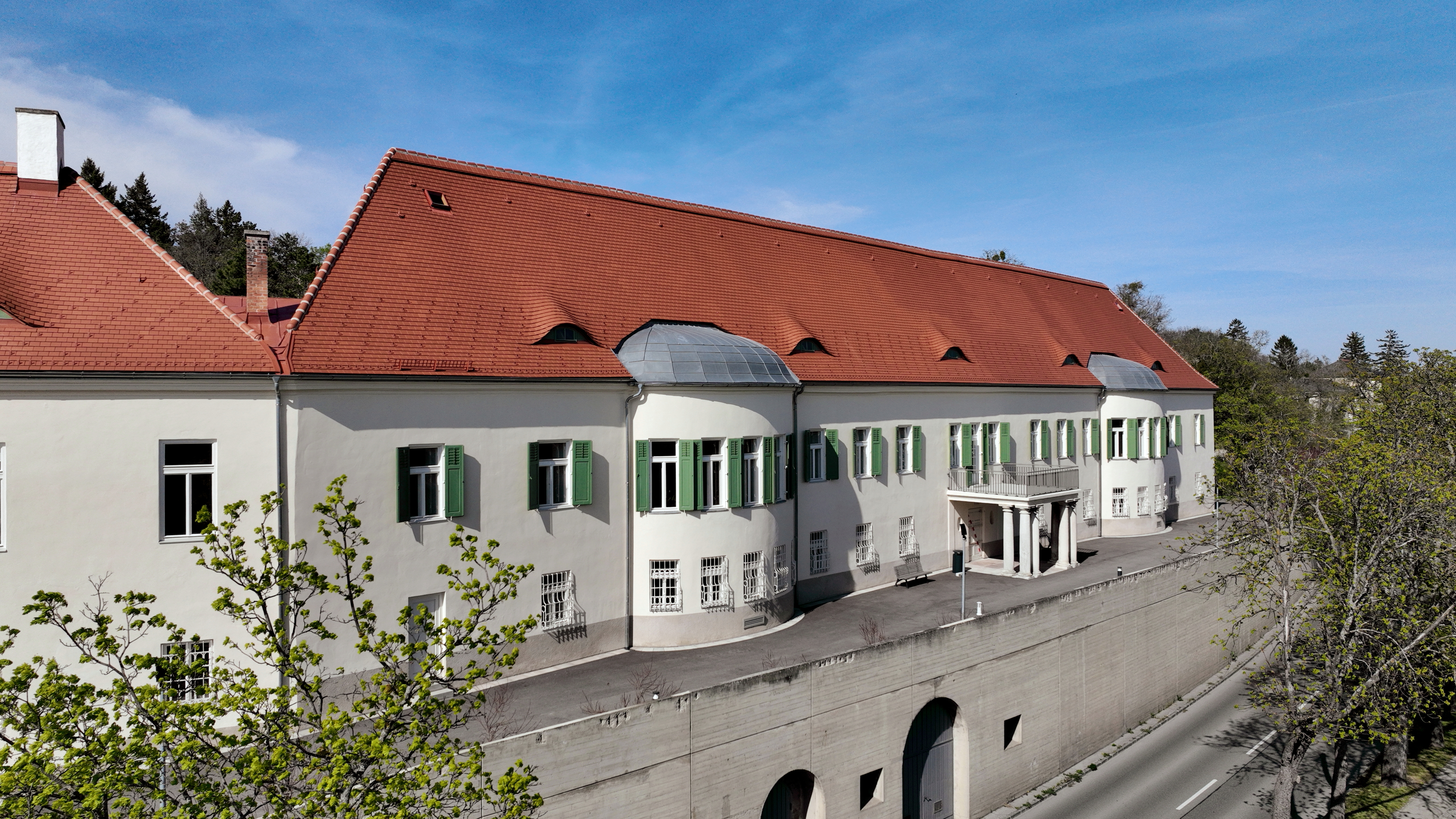
Musikschule im Schloss Gainfarn

Die Gemeinde beherbergt fünf Kindergärten, zwei Volksschulen, eine Allgemeine Sonderschule (unter dem Namen: „Kreatives Lernzentrum“), eine Musikschule sowie eine Neue Mittelschule mit dem Schwerpunkt Sport. Bis Juni 2005 war in Gainfarn die Höhere Bundeslehranstalt für Forstwirtschaft in Betrieb.
Ab September 2005 hatte das BG und BRG Baden Frauengasse eine Expositur in den Gebäuden der ehemaligen Höheren Bundeslehranstalt für Forstwirtschaft begonnen. Von 2009 bis 2012 wurden neue Gebäude errichtet und bestehende adaptiert bzw. renoviert und 2013 das selbständige Gymnasium Bad Vöslau gegründet.
Bad Vöslau ist seit Oktober 2009 auch „Universitätsstadt“. Das ITM-College für Fremdenverkehr wechselte vom Semmering nach Bad Vöslau und hat seine Pforten im Gebäude des ehemaligen ÖBB-Schulungsheimes geöffnet. Hier werden Studenten aus mehreren Ländern zu Tourismus-Managern ausgebildet, ein weiterführendes Hochschulstudium ist möglich. Angeschlossen ist auch das „College Garden Hotel“, in dem die Studenten Praxis erwerben können.

## Politik

### Gemeinderat
Der Gemeinderat hat 37 Mitglieder.
- Nach den Gemeinderatswahlen in Niederösterreich 1990 hatte der Gemeinderat folgende Verteilung: 28 Liste Flammer, 5 SPÖ, 3 ÖVP, und 1 FPÖ.
- Nach den Gemeinderatswahlen in Niederösterreich 1995 hatte der Gemeinderat folgende Verteilung: 26 Liste Flammer, 5 SPÖ, 4 ÖVP, und 2 FPÖ.[11]
- Nach den Gemeinderatswahlen in Niederösterreich 2000 hatte der Gemeinderat folgende Verteilung: 27 Liste Flammer, 4 SPÖ, 3 ÖVP, 2 FPÖ, und 1 GRÜNE.[12]
- Nach den Gemeinderatswahlen in Niederösterreich 2005 hatte der Gemeinderat folgende Verteilung: 26 Liste Flammer, 6 SPÖ, 4 ÖVP, und 1 FPÖ.[13]
- Nach den Gemeinderatswahlen in Niederösterreich 2010 hatte der Gemeinderat folgende Verteilung: 22 Liste Flammer, 5 FPÖ, 4 SPÖ, 4 ÖVP, und 2 GRÜNE.[14]
- Nach den Gemeinderatswahlen in Niederösterreich 2015 hatte der Gemeinderat folgende Verteilung: 19 Liste Flammer, 5 GRÜNE, 5 FPÖ, 4 ÖVP, 3 SPÖ, und 1 unabhängiger Gemeinderat.[15]
- Nach den Gemeinderatswahlen in Niederösterreich 2020 hat der Gemeinderat folgende Verteilung: 19 Liste Flammer, 7 GRÜNE, 4 ÖVP, 3 SPÖ, 2 FPÖ, 2 NEOS.[16]
- Nach den Gemeinderatswahlen in Niederösterreich 2025 hat der Gemeinderat folgende Verteilung: 18 Liste Flammer, 6 Liste Bad Vöslau, 4 FPÖ, 3 GRÜNE, 3 SPÖ, 2 ÖVP und 1 NEOS.[17]

### Bürgermeister
- 1985–2003 Alfred Flammer (Liste Flammer)[18]
- 2003–2022 Christoph Prinz (Liste Flammer)
- seit 2022 Christian Flammer (Liste Flammer)[19]

### Bürgerinitiativen
Im Zeitraum 2005–2018 haben sich etliche Bürgerinitiativen im Ort gebildet, von denen sich sieben am 4. Dezember 2018 zu einer überparteilichen Gruppierung zusammengeschlossen haben. Seitdem treten diese gemeinschaftlich unter dem Namen „Liste Bad Vöslau – Vereinigte Bürgerinitiativen“ auf. Zwei Tage später ist die „Initiative Lebensraum Gainfarn“ als achtes Mitglied dieser Bürgerliste beigetreten.

### Städtepartnerschaften
- Neu-Isenburg in Hessen, Deutschland; seit 15. April 1978

## Persönlichkeiten

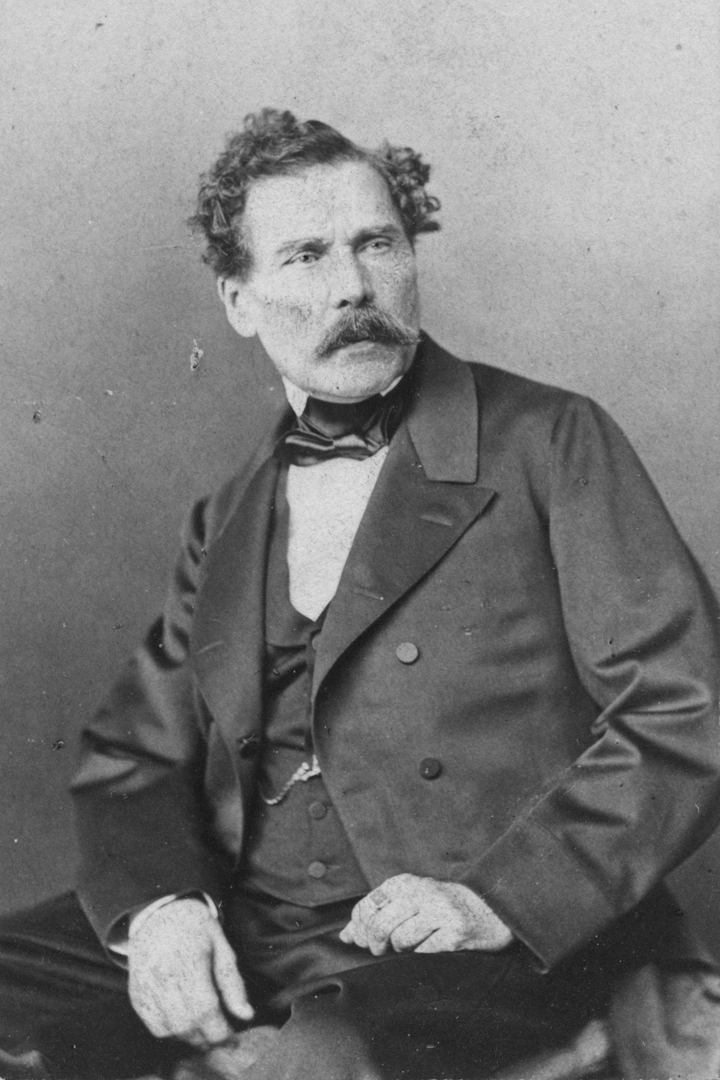
Philipp Draexler von Carin

### Ehrenbürger
- Karl Singer (1916–2010 in Bad Vöslau), für seine Verdienste um die Erforschung der Vöslauer Quelle am 13. Dezember 1988 zum Ehrenbürger ernannt.

### Söhne und Töchter der Gemeinde
- Konrad Poll (Chunradus Pollo) (um 1240–um 1305 Wien), erster namentlich bekannter Bürgermeister von Wien (1282 und 1288–1305), der 1282 als magister civium genannt wird
- Lorenz Schönberger (um 1770–1847), Maler des ausgehenden Klassizismus. Er lebte zwar später nicht mehr in Vöslau, unterschrieb aber bei seinen ausgedehnten Europareisen den Aufenthaltsschein immer mit „Herkunft: Vöslau“. Einige seiner Bilder befinden sich in der österreichischen Gemäldegalerie im Unteren Belvedere, ein Bild hängt in der Galerie der Akademie der Bildenden Künste in Wien.
- Philipp Draexler von Carin (1794–1874), Leiter des Obersthofmeisteramtes, Kunstsammler und Dichter
- Adolph von Brenner-Felsach (1814–1883), Diplomat und Gutsbesitzer
- Olga Wohlbrück (1867–1933), Schauspielerin, Schriftstellerin. Gilt als erste Filmregisseurin Deutschlands.
- Gabriele Rabel (1880–1963), Physikerin, Philosophin und Botanikerin
- Maria Deutsch (1884–1973), Pädagogin und sozialdemokratische Politikerin
- Guido Szivessy (1885–1948), Physiker
- Karl Meyer-Frenner (1891–1945), Komponist
- Franz Prendinger (1893–1963), österreichischer Politiker (CSP) und Weinhauer
- Michael Scherz (1895–1982), österreichischer Politiker (SPÖ) und Weinhauer
- Guido Binkau (1900–1969), Komponist, Dirigent und Musikpädagoge
- Joachim „Jean“ Aberbach (1910–1992), Musikverleger von Elvis Presley[22]
- Gerhard Lagrange (* 1939), österreichischer Dirigent und Komponist
- Wolfgang Gratzer (* 1965), Musikwissenschaftler und Buchautor. 2010–2014 Vizerektor für Entwicklung und Forschung der Universität Mozarteum Salzburg.
- Seiler und Speer, Musiker und Künstler
- Felix Auböck (* 1996), Profischwimmer

### Personen mit Bezug zur Gemeinde
- Johann von Fries (1719–1785), die Grafen von Fries waren – mit einer Unterbrechung, von 1773 bis 1902 Besitzer der Herrschaft Vöslau und sowohl historisch als auch wirtschaftlich von größter Bedeutung für die Entwicklung des Ortes
- Georg Simon von Sina (1783–1856), einer der bedeutendsten Bankiere und Unternehmer Österreichs im 19. Jahrhundert[23]
- Ami Boué (1794–1881), entstammte einer emigrierten französischen Hugenottenfamilie, bereiste als Geologe und Völkerkundler zwischen 1812 und 1839 ganz Europa. Über die Vöslauer Quellen schrieb er zwischen 1841 und 1874 neun Arbeiten. Er ist in einer Gruft auf dem Vöslauer Friedhof beigesetzt.
- Großherzog Leopold II. v. Toskana (1797–1870), verzichtete 1859 in der Villa Steinberg (Florastraße 15) zugunsten seines Sohnes Ferdinand IV.[24]
- Nikolaus Lenau (1802–1850), österreichischer Schriftsteller[23]
- Robert Alwin Schlumberger, Edler von Goldeck (* 1814; † 1879 in Bad Vöslau), Initiator der österreichischen Sektindustrie, Förderer des Weinbaus in Österreich, Gründer der renommierten Wein- und Sektkellerei in Bad Vöslau; spezialisierte sich ab 1843 auf die Erzeugung von moussierenden Weinen nach der Methode der Champagne; 1864–1870 Bürgermeister von Vöslau
- Franz von Suppè (1819–1895), österreichischer Komponist[23]
- Johann Strauss (1825–1899), österreichisch-deutscher Kapellmeister und Komponist („Walzerkönig“)[23], wohnte in der Villa Badnerstraße 18 und 1877 in der Gainfarner Villa Hauptstrasse 6[24], komponierte die „Vöslauer Polka“
- Jakob Minor (1855–1912), österreichischer Literaturwissenschaftler, verbrachte die Sommer seiner Jugend am Florahof (Josefsplatz 2)[24]
- Friedrich Ohmann (1858–1927), bedeutender Jugendstil-Architekt (Wien: Wienflussverbauung im Stadtpark), erbaute sich eine Villa – die Ohmannvilla in Großau
- Theodor Herzl (1860–1904), österreichisch-ungarischer Schriftsteller, Publizist und Journalist, wohnte in der Storchenvilla (Florastraße 11)[24]
- Arthur Schnitzler (1862–1931), österreichischer Arzt, Erzähler und Dramatiker, wohnte 1873 im Marienhaus (Jägermayerstraße 9)[24]
- Oskar Helmer (1887–1963), österreichischer Schriftsetzer, Gewerkschafter und sozialdemokratischer Politiker[23]
- Jacob Levy Moreno (1889–1974), war von 1918 bis 1925 Gemeindearzt und Betriebsarzt der Kammgarnfabrik. Er ist Begründer der Soziometrie, der Gruppen-Psychotherapie und des „Psychodramas“, wohnte und wirkte im Haus Maital 4. Er wanderte 1925 in die USA aus.
- Hans Swarowsky (1899–1975), österreichischer Dirigent[23]
- Mathias Hietz (1923–1996), österreichischer Bildhauer. Er war der Initiator des Bildhauersymposions Lindabrunn und arbeitete in Stein, Holz und Metall.
- Hannelore Valencak (1929–2004), österreichische Schriftstellerin, lebte bis zu ihrem Tod in Bad Vöslau
- Arnulf Rainer (* 1929), österreichischer Maler, lebte und arbeitete 1953–1959 in der seinen Eltern gehörenden Villa in Gainfarn, Berggasse 18[25][24]
- Peter Gerstner (* 1959), Politiker, Abgeordneter zum Landtag von Niederösterreich und Abgeordneter zum Nationalrat
- Georg Pichler (geb. 1959), österreichischer Schriftsteller, lebt in Bad Vöslau

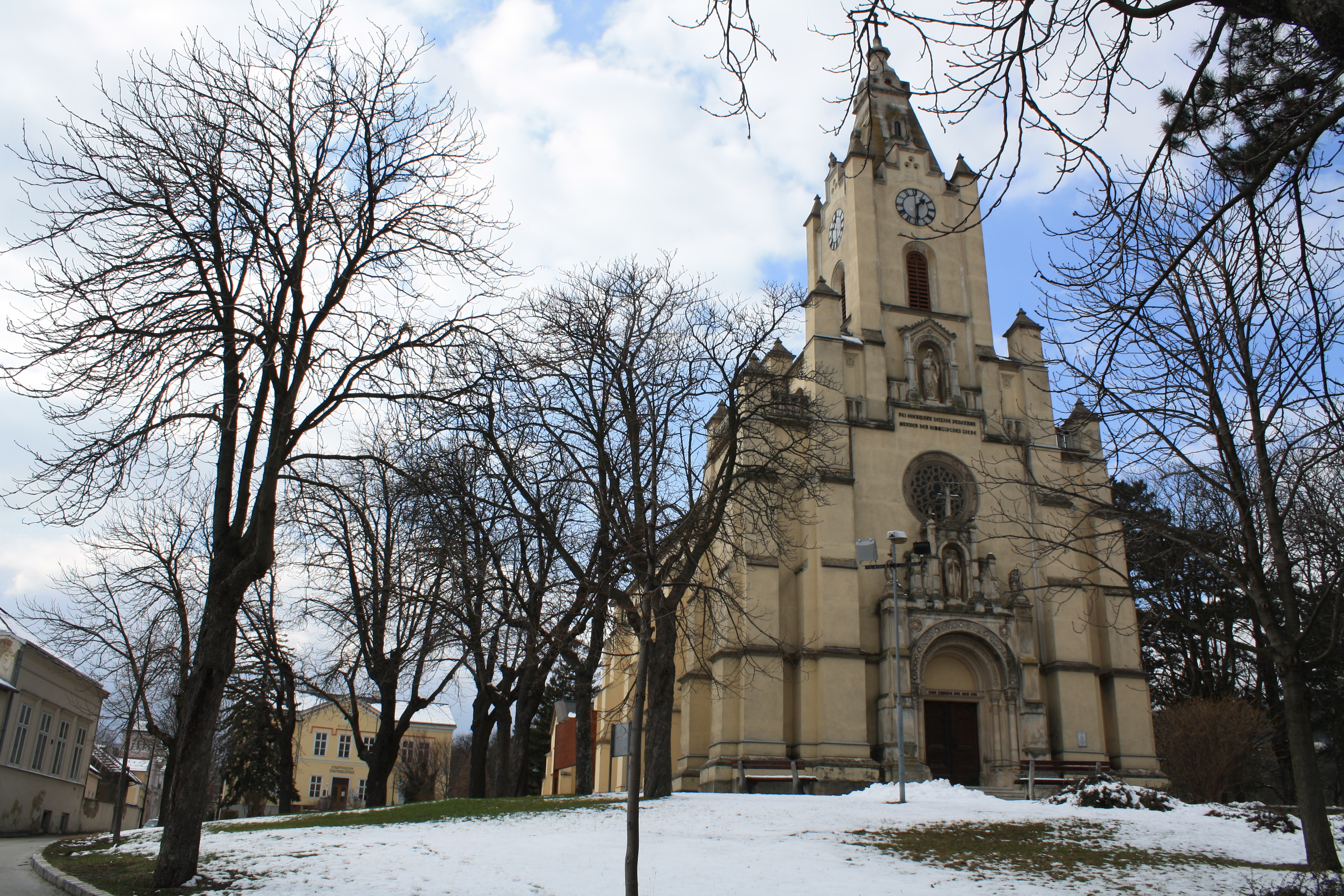
Pfarrkirche Hl. Jakobus
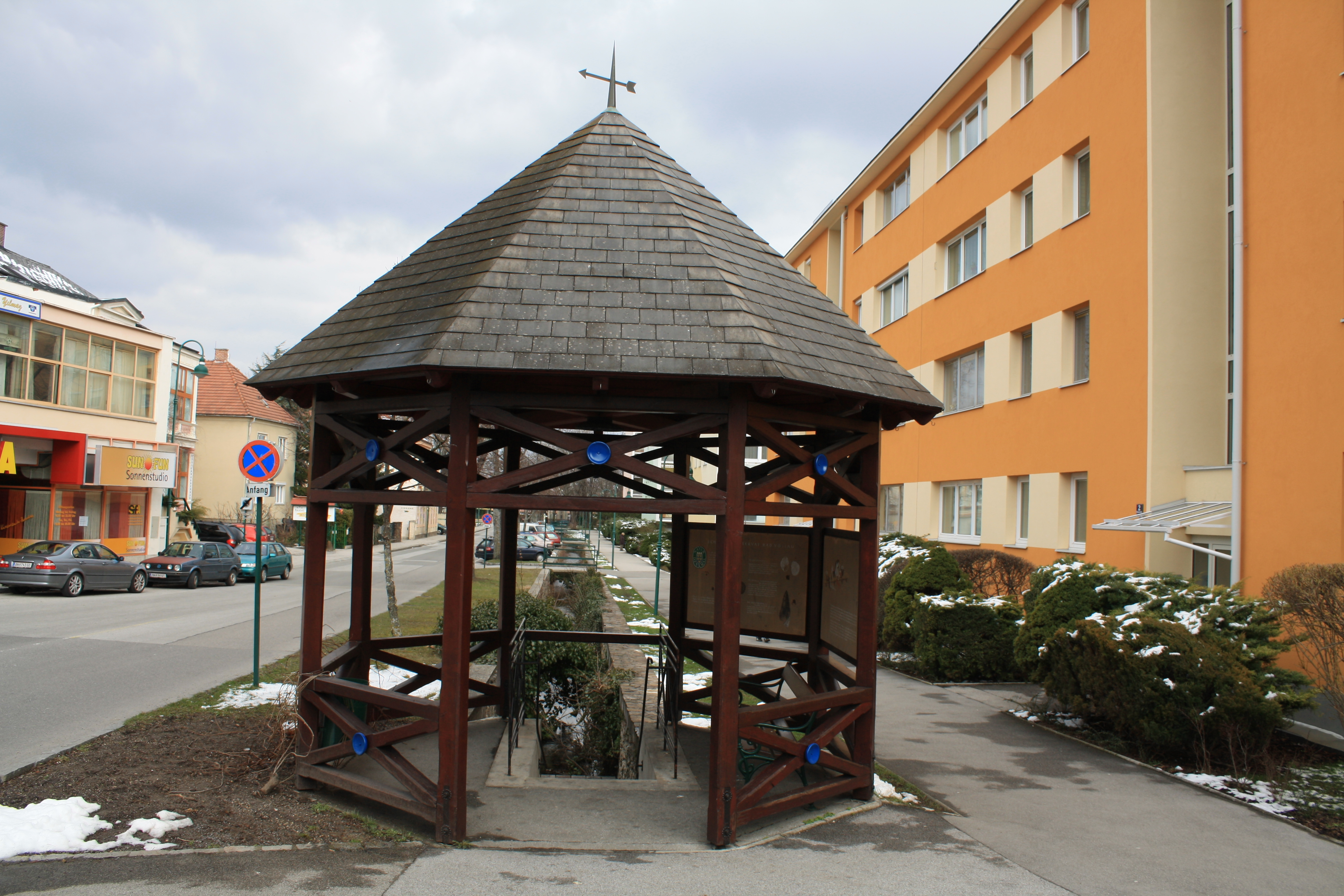
Naturdenkmal Hansybach
Der Westen von Vöslau mit Gainfarn (links), um 1873 (Aufnahmeblatt der Landesaufnahme)
Ortskern (links Mitte) und östliche Umgebung